# Extreme metal
Extreme metal is een verzamelnaam voor metalgenres en ook wordt de term gebruikt als genreaanduiding. De term kan in zowel het Nederlands als het Engels worden uitgesproken.
Extreme metal wordt als verzamelnaam gebruikt voor black, death, doom en thrashmetal, grindcore en hardcore.